# Viggo Barfoed
Viggo Andreas Barfoed, född 31 december 1895 i Hyllested, död 14 december 1948, var en dansk journalist, författare och revy- och sångtextförfattare som använde pseudonymen Ærbødigst.
Han var bror till Per Barfoed och Niels Aage Barfoed.
Viggo Barfoed arbetade på tidningar som Horsens Avis, Aalborg Amtstidende, B.T., Dagens Nyheder och Berlingske Tidende.